# Plaza São Rafael
O Plaza São Rafael é um hotel de luxo localizado na cidade brasileira de Porto Alegre, capital do estado do Rio Grande do Sul. Pertencente à Rede Plaza de Hotéis, o hotel está situado na Avenida Alberto Bins, n.° 514, no Centro Histórico, próximo à Praça Otávio Rocha. 
Fundado na década de 1950, o hotel é um dos mais famosos do Rio Grande do Sul pelos serviços e também pela diversidade de salas para realização de eventos, em especial da comunidade judaica, assim como exposições, congressos e casamentos. Além das salas no meio de hospedagem, dos restaurantes e das lojas, também abriga o Centro de Eventos Plaza São Rafael.
O terreno onde está atualmente instalado o hotel já foi a primeira sede do Colégio Farroupilha.
Em agosto de 1984, a atriz francesa Catherine Deneuve hospedou-se no hotel.

## Centro de Eventos Plaza São Rafael
Localizado na frente do hotel, é o maior centro de eventos em hotel do Rio Grande do Sul, e está apto para a realização de congressos, convenções, feiras, seminários, lançamentos de produtos, entre diversos tipos de acontecimentos empresariais, culturais e científicos.